# Чемпионат СССР по тяжёлой атлетике 1969
44-й чемпионат СССР по тяжёлой атлетике прошёл с 14 по 18 мая 1969 года в Ростове-на-Дону (РСФСР). В нём приняли участие 96 атлетов, которые были разделены на 9 весовых категорий и соревновались в троеборье (жим, рывок и толчок).

## Медалисты
| Категория                       | Золото                                        | Золото                           | Серебро                                   | Серебро                          | Бронза                                   | Бронза                           |
| До 52 кг (наилегчайший вес)     | Владислав Крищишин Вооружённые Силы Львов     | 330 кг (110 + 95 + 125)          | Владимир Сметанин «Спартак» Свердловск    | 317,5 кг (95 + 97,5 + 125)       | Рафаэль Закиев «Авангард» Киев           | 300 кг (92,5 + 92,5 + 115)       |
| До 56 кг (легчайший вес)        | Геннадий Четин «Зенит» Пермь                  | 357,5 кг (115 + 105 + 137,5)     | Алексей Вахонин «Труд» Шахты              | 352,5 кг (107,5 + 105 + 140)     | Рафаил Беленков Вооружённые Силы Минск   | 335 кг (110 + 95 + 130)          |
| До 60 кг (полулёгкий вес)       | Дито Шанидзе «Гантиади» Тбилиси               | 375 кг (115 + 115 + 145)         | Николай Варава «Авангард» Луганск         | 362,5 кг (115 + 107,5 + 140)     | Юрий Голубцов «Авангард» Донецк          | 362,5 кг (107,5 + 112,5 + 142,5) |
| До 67,5 кг (лёгкий вес)         | Валерий Лебедев «Динамо» Рига                 | 405 кг (125 + 125 + 155)         | Вахтанг Лобжанидзе «Спартак» Нальчик      | 402,5 кг (127,5 + 120 + 155)     | Пётр Король «Динамо» Львов               | 400 кг (127,5 + 115 + 157,5)     |
| До 75 кг (полусредний вес)      | Виктор Куренцов Вооружённые Силы Хабаровск    | 472,5 кг (152,5 + 137,5 + 182,5) | Евгений Смирнов «Зенит» Ленинград         | 442,5 кг (147,5 + 132,5 + 162,5) | Анатолий Опрышко Вооружённые Силы Одесса | 435 кг (150 + 125 + 160)         |
| До 82,5 кг (средний вес)        | Василий Колотов «Труд» Первоуральск           | 470 кг (150 + 140 + 180)         | Владимир Беляев Вооружённые Силы Киев     | 467,5 кг (152,5 + 140 + 175)     | Арнольд Голубович Вооружённые Силы Минск | 465 кг (155 + 130 + 180)         |
| До 90 кг (полутяжёлый вес)      | Александр Кидяев «Авангард» Луганск           | 487,5 кг (162,5 + 137,5 + 187,5) | Анатолий Царенко «Динамо» Донецк          | 487,5 кг (165 + 140 + 182,5)     | Сакен Шарипов Вооружённые Силы Москва    | 482,5 кг (160 + 142,5 + 180)     |
| До 110 кг (тяжёлый вес)         | Владимир Голованов Вооружённые Силы Хабаровск | 522,5 кг (185 + 140 + 197,5)     | Владимир Старостенко «Буревестник» Москва | 520 кг (180 + 145 + 195)         | Юрий Яблоновский «Авангард» Луганск      | 520 кг (177,5 + 145 + 197,5)     |
| Свыше 110 кг (супертяжёлый вес) | Леонид Жаботинский Вооружённые Силы Запорожье | 572,5 кг (195 + 167,5 + 210)     | Станислав Батищев «Авангард» Донецк       | 552,5 кг (192,5 + 155 + 205)     | Геннадий Рябоконь «Спартак» Витебск      | 542,5 кг (192,5 + 155 + 195)     |